# 176
176 (CLXXVI) var ett skottår som började en söndag i den julianska kalendern.

## Händelser

### November
- 27 november – Commodus blir medkejsare till sin far Marcus Aurelius.